# Remember the Daze
Remember the Daze (originalmente titulada The Beautiful Ordinary) es una película estadounidense dramática del 2007, pero estrenada en abril de 2008. La película fue dirigida por Jess Manafort y protagonizada por Amber Heard, Alexa Vega, Katrina Begin, Melonie Diaz, Leighton Meester, y Marnette Patterson. La película sigue a un grupo de jóvenes ante el cambio de siglo que transcurre durante el último día de clase del año 1999 y que narra los acontecimientos de un grupo de estudiantes de secundaria durante ese día. Fue estrenada en Nueva York y en Washington el 11 de abril de 2008 y salió en DVD el 3 de junio de 2008.

## Argumento
La película se desarrolla en un pequeño pueblo suburbano de Carolina del Norte en 1999, donde es el último día de escuela y todos los chicos solo quieren divertirse. Al menos, ese era el plan.

## Elenco
- John Robinson - Bailey
- Amber Heard - Julia
- Alexa Vega - Holly
- Leighton Meester - Tori
- Melonie Diaz - Brianne
- Wesley Jonathan - Biz
- Aaron Himelstein - Riley
- Chris Marquette - Felix
- Christopher Shand - Clifford
- Lyndsy Fonseca - Dawn
- Sean Marquette - Mod
- Marne Patterson - Stacey
- Khleo Thomas - Dylan
- Shahine Ezell - Eddie
- Katrina Begin - Sylvia
- Charles Chen - Thomas
- Caroline Dollar - Kiki
- Max Hoffman - Zack
- Bill Ladd - Mr. Shapiro
- Moira Kelly - Mrs. Ford
- Taylor Kowalski - Andrew
- Brie Larson - Angie
- Douglas Smith - Pete
- Michael Welch - Stephen
- Cliffy Tucker - Reggie

## Recepción de la crítica
La película recibió en su mayoría críticas negativas. El sitio web Metacritic la calificó con una puntuación media de 39 sobre 100, basada en 4 opiniones.